# Ommatotriton
Genre
Ommatotriton est un genre d'urodèles de la famille des Salamandridae.

## Répartition
Les deux espèces de ce genre se rencontrent au Proche-Orient.

## Liste des espèces
Selon Amphibian Species of the World (28 février 2014) :
- Ommatotriton ophryticus (Berthold, 1846)
- Ommatotriton vittatus (Gray, 1835)

## Publication originale
- Gray, 1850 : Catalogue of the Specimens of Amphibia in the Collection of the British Museum. Part II. Batrachia Gradientia (texte intégral).